# Naranjal (Ecuador)
Naranjal, también conocida como San José de Naranjal, es una ciudad ecuatoriana; cabecera del cantón homónimo, así como la novena urbe más poblada de la Provincia de Guayas. Se localiza al sur de la región litoral del Ecuador, asentada en una extensa llanura, entre los ríos Chacaycu y Bucay, a una altitud de 25 m s. n. m. y con un clima lluvioso tropical de 22,5 °C en promedio.
En el censo de 2010 tenía una población de 39.323 habitantes, lo que la convierte en la cuadragésima primera ciudad más poblada del país, así como la décima primera urbe más grande y poblada de la provincia. Sus orígenes datan de la época colonial, pero es a mediados del siglo XIX, debido a su producción agrícola, cuando presenta un sostenido crecimiento demográfico hasta establecer un poblado urbano. Las actividades principales económicas de la ciudad son: la agricultura, la ganadería y el comercio.

## Historia
Naranjal tuvo un desarrollo muy limitado durante la colonia, pero por su ubicación, caracterizada por el valor estratégico que representaba para las comunicaciones entre la Costa y la Sierra, en épocas de la independencia favoreció de manera muy significativa los contactos con Guayaquil.
Fue una de las primeras poblaciones que se unieron a la revolución del 9 de octubre de 1820. Después, el 15 del mismo mes se proclamó la independencia en este cantón bajo la participación de José María Andrade, Mariano Unda, Jerónimo Santa Cruz y Manuel Bernardo Enderica.
Al crearse la República del Ecuador, fue parroquia rural del cantón Guayaquil. A partir de 1950 se impulsó la agricultura, especialmente el banano. La población del cantón adquirió mayor importancia y desarrollo, alcanzando su cantonización por decreto del 7 de noviembre de 1960 expedido en el cuarto gobierno del Dr. José María Velasco Ibarra, publicado en el Registro oficial N° 85 del 13 de diciembre de 1950.

## Clima
De acuerdo con la clasificación climática de Köppen, Naranjal experimenta un clima de sabana típico (Aw), el cual se caracteriza por las temperaturas altas, la estación seca coincide con los meses más fríos y las lluvias con los más cálidos. Las estaciones del año no son sensibles en la zona ecuatorial, no obstante, su proximidad al océano Pacífico hace que las corrientes de Humboldt (fría) y de El Niño (cálida) marquen dos períodos climáticos bien diferenciados tiene exclusivamente dos estaciones: un pluvioso y cálido invierno, que va de diciembre a junio, y un "verano" ligeramente más seco y fresco, entre julio y noviembre. 
Su temperatura promedio anual es de 22,5 °C; siendo marzo el mes más cálido, con un promedio de 23,8 °C, mientras agosto es el mes más frío, con 21,2 °C en promedio. Es un clima isotérmico por sus constantes precipitaciones durante todo el año (amplitud térmica anual inferior a 3 °C entre el mes más frío y el más cálido), si bien la temperatura real no es extremadamente alta, la humedad hace que la sensación térmica se eleve hacia los 35 °C o más. En cuanto a la precipitación, goza de lluvias abundantes y regulares siempre superiores a 3500 mm por año; hay una diferencia de 371 mm de precipitación entre los meses más secos y los más húmedos; marzo (22 días) tiene los días más lluviosos por mes en promedio, mientras la menor cantidad de días lluviosos se mide en febrero (20 días). La humedad relativa también es constante, con un promedio anual de 90,8%. 
| Parámetros climáticos promedio de Naranjal, Ecuador | Parámetros climáticos promedio de Naranjal, Ecuador | Parámetros climáticos promedio de Naranjal, Ecuador | Parámetros climáticos promedio de Naranjal, Ecuador | Parámetros climáticos promedio de Naranjal, Ecuador | Parámetros climáticos promedio de Naranjal, Ecuador | Parámetros climáticos promedio de Naranjal, Ecuador | Parámetros climáticos promedio de Naranjal, Ecuador | Parámetros climáticos promedio de Naranjal, Ecuador | Parámetros climáticos promedio de Naranjal, Ecuador | Parámetros climáticos promedio de Naranjal, Ecuador | Parámetros climáticos promedio de Naranjal, Ecuador | Parámetros climáticos promedio de Naranjal, Ecuador | Parámetros climáticos promedio de Naranjal, Ecuador |
| Mes                                                 | Ene.                                                | Feb.                                                | Mar.                                                | Abr.                                                | May.                                                | Jun.                                                | Jul.                                                | Ago.                                                | Sep.                                                | Oct.                                                | Nov.                                                | Dic.                                                | Anual                                               |
| --------------------------------------------------- | --------------------------------------------------- | --------------------------------------------------- | --------------------------------------------------- | --------------------------------------------------- | --------------------------------------------------- | --------------------------------------------------- | --------------------------------------------------- | --------------------------------------------------- | --------------------------------------------------- | --------------------------------------------------- | --------------------------------------------------- | --------------------------------------------------- | --------------------------------------------------- |
| Temp. máx. media (°C)                               | 25.4                                                | 25.7                                                | 26.1                                                | 26.0                                                | 25.4                                                | 24.3                                                | 23.8                                                | 23.9                                                | 24.2                                                | 24.6                                                | 24.9                                                | 25.3                                                | 25                                                  |
| Temp. media (°C)                                    | 23.1                                                | 23.5                                                | 23.8                                                | 23.7                                                | 23.1                                                | 22.0                                                | 21.3                                                | 21.2                                                | 21.4                                                | 21.7                                                | 22.0                                                | 22.7                                                | 22.5                                                |
| Temp. mín. media (°C)                               | 21.6                                                | 21.9                                                | 22.1                                                | 22.0                                                | 21.5                                                | 20.3                                                | 19.6                                                | 19.2                                                | 19.4                                                | 19.6                                                | 20.0                                                | 20.3                                                | 20.6                                                |
| Precipitación total (mm)                            | 389                                                 | 435                                                 | 536                                                 | 420                                                 | 350                                                 | 211                                                 | 169                                                 | 152                                                 | 188                                                 | 203                                                 | 180                                                 | 276                                                 | 3509                                                |
| Días de precipitaciones (≥ 1.0 mm)                  | 22                                                  | 20                                                  | 22                                                  | 21                                                  | 22                                                  | 21                                                  | 21                                                  | 22                                                  | 21                                                  | 21                                                  | 20                                                  | 21                                                  | 254                                                 |
| Horas de sol                                        | 176.7                                               | 165.2                                               | 198.4                                               | 198                                                 | 186                                                 | 159                                                 | 151.9                                               | 145.7                                               | 135                                                 | 117.8                                               | 120                                                 | 155                                                 | 1908.7                                              |
| Humedad relativa (%)                                | 90                                                  | 90                                                  | 90                                                  | 90                                                  | 92                                                  | 92                                                  | 92                                                  | 91                                                  | 91                                                  | 91                                                  | 90                                                  | 90                                                  | 90.8                                                |
| Fuente: Climate-data.org                            |                                                     |                                                     |                                                     |                                                     |                                                     |                                                     |                                                     |                                                     |                                                     |                                                     |                                                     |                                                     |                                                     |

## Política
Territorialmente, la ciudad de Naranjal está organizada en una única parroquia urbana, mientras que existen cuatro parroquias rurales con las que complementa el aérea total del  Cantón Naranjal. El término "parroquia" es usado en el Ecuador para referirse a territorios dentro de la división administrativa municipal.
La ciudad y el cantón Naranjal, al igual que las demás localidades ecuatorianas, se rige por una municipalidad según lo previsto en la Constitución de la República. El Gobierno Autónomo Descentralizado Municipal de Naranjal, es una entidad de gobierno seccional que administra el cantón de forma autónoma al gobierno central. La municipalidad está organizada por la separación de poderes de carácter ejecutivo representado por el alcalde, y otro de carácter legislativo conformado por los miembros del concejo cantonal.
La Municipalidad de Naranjal, se rige principalmente sobre la base de lo estipulado en los artículos 253 y 264 de la Constitución Política de la República y en la Ley de Régimen Municipal en sus artículos 1 y 16, que establece la autonomía funcional, económica y administrativa de la Entidad.

### Alcaldía
El poder ejecutivo de la ciudad es desempeñado por un ciudadano con título de Alcalde del Cantón Naranjal, el cual es elegido por sufragio directo en una sola vuelta electoral, sin fórmulas o binomios en las elecciones municipales. El vicealcalde no es elegido de la misma manera, ya que una vez instalado el Concejo Cantonal se elegirá entre los ediles un encargado para aquel cargo. El alcalde y el vicealcalde duran cuatro años en sus funciones, y en el caso del alcalde, tiene la opción de reelección inmediata o sucesiva. El alcalde es el máximo representante de la municipalidad y tiene voto dirimente en el concejo cantonal, mientras que el vicealcalde realiza las funciones del alcalde de modo suplente mientras no pueda ejercer sus funciones el alcalde titular.
El alcalde cuenta con su propio gabinete de administración municipal mediante múltiples direcciones de nivel de asesoría, de apoyo y operativo. Los encargados de aquellas direcciones municipales son designados por el propio alcalde. Actualmente, el Alcalde de Naranjal es Juan Carlos Rivera, elegido para el periodo 2023 - 2027.

### Concejo cantonal
El poder legislativo de la ciudad es ejercido por el Concejo Cantonal de Naranjal el cual es un pequeño parlamento unicameral que se constituye al igual que en los demás cantones mediante la disposición del artículo 253 de la Constitución Política Nacional. De acuerdo a lo establecido en la ley, la cantidad de miembros del concejo representa proporcionalmente a la población del cantón.
Naranjal posee siete concejales, los cuales son elegidos mediante sufragio (Sistema D'Hondt) y duran en sus funciones cuatro años pudiendo ser reelegidos indefinidamente. El alcalde y el vicealcalde presiden el concejo en sus sesiones. Al recién instalarse el concejo cantonal por primera vez los miembros eligen de entre ellos un designado para el cargo de vicealcalde de la ciudad.

## Transporte
El transporte público es el principal medio transporte de los habitantes de la ciudad, tiene un servicio de bus público interparroquial e intercantonal para el transporte a localidades cercanas. Buena parte de las calles de la ciudad están asfaltadas o adoquinadas, aunque algunas están desgastadas y el resto de calles son lastradas, principalmente en los barrios nuevos que se expanden en la periferia de la urbe.

#### Avenidas importantes
- Panamericana
- Guayaquil
- Tarqui
- Olmedo
- Rocafuerte
- Homero Castro Zurita
- Bolívar
- 10 de agosto
- Alberto Onofre
- Emilio González

## Educación
La ciudad cuenta con buena infraestructura para la educación. La educación pública en la ciudad, al igual que en el resto del país, es gratuita hasta la universidad (tercer nivel) de acuerdo a lo estipulado en el artículo 348 y ratificado en los artículos 356 y 357 de la Constitución Nacional. Varios de los centros educativos de la ciudad cuentan con un gran prestigio. La ciudad está dentro del régimen Costa por lo que sus clases inician los primeros días de abril y luego de 200 días de clases se terminan en el mes de febrero. La infraestructura educacional presentan anualmente problemas debido a sus inicios de clases justo después del invierno, ya que las lluvias por lo general destruyen varias partes de los plantes educativos en parte debido a la mala calidad de materiales de construcción, especialmente a nivel marginal.

## Economía
Naranjal es una ciudad de amplia actividad comercial. Alberga grandes organismos financieros y comerciales de la zona. Su economía se basa en el comercio, la ganadería y la agricultura. El Cantón se extiende en una zona importante de producción agrícola, y se obtienen plantaciones de banano, arroz, tabaco, maderas industriales, café y caña de azúcar. Además de una gran variedad de frutas. En Naranjal hay extensas zonas ganaderas. Es óptimo el ganado vacuno, equino y porcino. En las montañas hay variedad en su fauna entre los más conocidos están los monos, tucanes, loros, guatusas, etc.
En las costas del Golfo de Guayaquil, se han instalado prósperas camaroneras, mantiene un activo comercio entre el Puerto Principal y el Austro. Cuenta con importante vías de acceso.

## Medios de comunicación
La ciudad posee una red de comunicación en continuo desarrollo y modernización. En la ciudad se dispone de varios medios de comunicación como prensa escrita, radio, televisión, telefonía, Internet y mensajería postal. En algunas comunidades rurales existen telefonía e Internet satelitales.
- Telefonía: Si bien la telefonía fija se mantiene aún con un crecimiento periódico, esta ha sido desplazada muy notablemente por la telefonía celular, tanto por la enorme cobertura que ofrece y la fácil accesibilidad. Existen 3 operadoras de telefonía fija, CNT (pública), TVCABLE y Claro (privadas) y cuatro operadoras de telefonía celular, Movistar, Claro y Tuenti (privadas) y CNT (pública).

- Radio: En la localidad existe una gran cantidad de sistemas radiales de transmisión nacional y local, e incluso de provincias y cantones vecinos.

- Medios televisivos: La mayoría de canales son nacionales, aunque se ha incluido canales locales recientemente. El apagón analógico se estableció para el 31 de diciembre de 2019.

## Deporte
La Liga Deportiva Cantonal de Naranjal es el organismo rector del deporte en todo el Cantón Naranjal y por ende en la urbe se ejerce su autoridad de control. El deporte más popular en la ciudad, al igual que en todo el país, es el fútbol, siendo el deporte con mayor convocatoria. Actualmente, no existe ningún club naranjaleño activo en el fútbol profesional ecuatoriano. Al ser una localidad pequeña en la época de las fundaciones de los grandes equipos del país, Naranjal carece de un equipo simbólico de la ciudad, por lo que sus habitantes son aficionados en su mayoría de los clubes guayaquileños: Barcelona Sporting Club y Club Sport Emelec.
El principal recinto deportivo para la práctica del fútbol es el Estadio Melecio Suárez Baquerizo. Es usado mayoritariamente para la práctica del fútbol y tiene capacidad para 800 espectadores. El estadio es sede de distintos eventos deportivos a nivel local, así como es escenario para varios eventos de tipo cultural, especialmente conciertos musicales.